# آرون گاردن
آرون ادیسون گاردن (به انگلیسی: Aaron Addison Gordon) (متولد ۱۶ سپتامبر ۱۹۹۵) بازیکن حرفه‌ای بسکتبال است که برای تیم دنور ناگتس
 در NBA بازی می‌کند. او در دانشگاه برای تیم دانشگاه آریزونا بازی می‌کرد.

## دوران دبیرستان
گاردن به دبیرستان Calif رفت. او در آنجا در تیم اول قرار داشت و توانست ۲ بار قهرمان لیگ دسته دو در سال‌های دوم و سوم حضورش در دبیرستان شود. او در همهٔ ۵ پست بازی و دفاع می‌کرد. او Calif را در رسیدن به فینال برای سومین بار رهبریکرد اما در فینال مغلوب شدند.

### سال اول
به عنوان یک بازیکن سال اولی، گاردن ۲۸ بازی از ۴۱ بازی را شروع کننده بود و میانگین ۱۱٫۸ امتیاز،۱۰۱ ریباند و ۲٫۱ بلاک شات را به ثبت رساند. همچنین آرون به عنوان پرتاب کننده هم در مسابقات دو و میدانی شرکت می‌کرد.

### سال دوم
به عنوان یک بازیکن سال دومی در فصل ۱۱-۲۰۱۰، او به تیم Calif کمک کرد تا اولین قهرمانی ایالتی خود را بدست آورد. این تیم فصل را با ۳۲ برد و ۲ باخت و ۲۰ برد پشت سر هم به پایان رساند. او در همهٔ ۳۴ بازی شروع کننده بود و میانگین ۱۶٫۴ امتیاز،۱۲٫۵ ریباند و ۳٫۶ بلاک شات را در هر مسابقه به ثبت رساند. در بازی فینال، او ۱۶ امتیاز و ۲۱ ریباند کسب کرد.

### سال سوم
در سال سوم حضورش، او میانگین ۲۲٫۹ امیتاز،۱۲٫۸ ریباند،۲٫۶ پاس منجر به گل و ۲٫۳ بلاک شات را به ثبت رساند. در تورنمت ایالتی او میانگین ۲۷ امتیاز در هر بازی را به ثبت رساند. همچنین او به عنوان آقای بسکتبال ایالت خود در آن سال انتخاب شد.

### سال چهارم
در آخرین سال حضورش، میانگین ۲۱٫۶ امتیاز،۱۵٫۷ ریباند و ۳٫۳ بلاک شات را به ثبت رساند.

## دوران دانشگاه
او در ۲ آوریل ۲۰۱۳ به دانشگاه آریزونا پیوست. در آوریل ۲۰۱۴، گاردن اعلام کرد که از سه سال باقی‌مانده دانشگاهش صرف نظر می‌کند و در مراسم درفت ۲۰۱۴ شرکت خواهد کرد.
آمار او در دانشگاه:
سال 	تیم 	بازی 	بازی‌های شروع کرده 	میانگین حضور 	درصد اقدام موفق 	درصد اقدام موفق ۳ امیتازی 	درصد موفقیت پرتاب‌های پتالتی 	ریباند 	پاس منجر به گل 	توپ ربایی 	بلاک شات 	امتیاز
۲۰۱۳–۱۴ 	Arizona 	۳۸ 	۳۸ 	۳۱٫۲ 	.۴۹۵ 	.۳۵۶ 	.۴۲۲ 	۸٫۰ 	۲٫۰ 	۱٫۰ 	.۹ 	۱۲٫۴

## دوران حرفه‌ای
در ۲۶ جوئن، گاردن در انتخاب شماره ۴ توسط تیم اورلاندو مجیک در مراسم درفت سال ۲۰۱۴ انتخاب شد.
وی از سال 2014 تا هم اکنون (2020) در تیم اورلاندو مجیک  فعالیت می‌کند.

## مسابقات بین‌المللی
گاردن عضو تیم زیر ۱۶ سال آمریکا در سال ۲۰۱۱ (مدال طلا) و تیم ملی زیر ۱۹ سال در سال ۲۰۱۳ (مدال طلا) بود. در تیم زیر ۱۹ سال، به عنوان با ارزشمندترین بازیکن تورنمت انتخاب شد و یکی از ۴ بازیکنی بود که دبیرستانی بودند.

## فعالیت های رسانه ای و تجاری

### همکاری با برند ها
گاردن بازیکن تیم اورلاندو مجیک در سال 2020 قرار داد همکاری تجاری چندین ساله (Brand Endorser) با برند 361 درجه را امضا نمود. گاردن به عنوان چهره جدید بسکتبال این برند فعالیت خواهد کرد. همچنین او در مسابقات اسلم دانک ۲۰۲۰ شیکاگو با کفش ۳۶۱ درجه به میدان رفت.

### کمک های داوطلبانه
گاردن در سال 2019 به طور مشترک با دیگر بسکتبالیست NBA جاناتان آیزاک برنده جایزه غنی سازی جامعه (Rich and Helen DeVos 2019) شدند.
در پی شیوع کرونا گاردن به صندوق آموزش بی خانمان های فلوریدا کمک مالی کرد. اون این کمک را جهت حمایت از دانش آموزان بازمانده از تحصیل به دلیل شیوع ویروس کرونا اهدا نمود همچنین یکی از بند های قرار داد برند 361 درجه با گاردن، حمایت این برند از فعالیت های خیرخواهانه اوست.

## زندگی شخصی
گاردن پسر ستاره بسکتبال قدیمی دانشگاه San Diego اد گاردن و شلی دیویس است. پدربزرگ اد یک هندی اوسجی بود که ۷ فوت قد داشت. برادر بزرگتر آرون، درو، بازیکن سابق دانشگاه‌های New Mexico و UCLA است. خواهرش الیزابت، برای تیم بسکتبال زنان دانشاه هاوارد بازی می‌کند. آرون وقتی فقط ۸ سال داشت، در مسابقات دوی سرعت ۱۰۰ و ۲۰۰ متر شرکت می‌کرد.